# Pakt von Olivos
Pakt von Olivos (Pacto de Olivos) bezeichnet eine Reihe von Vereinbarungen, die 1993 zwischen dem früheren argentinischen Präsidenten Raúl Alfonsín und dem damaligen Staatspräsidenten Carlos Menem getroffen wurden. Der Name stammt dem Ort Olivos in der Provinz Buenos Aires, in dem sich der Wohnsitz des Präsidenten befand und wo die Verhandlungen stattfanden. 
Nach dem Sieg der Peronisten in der Parlamentswahl von 1993 begann die Diskussion um die Kandidatur von Carlos Menem für eine zweite Amtszeit, was eine Verfassungsänderung erforderlich machte, da die damalige Verfassung keine Wiederwahl des Präsidenten erlaubte. In Verhandlungen zwischen den Führern der beiden bedeutendsten Parteien, der in der Opposition befindlichen Radikalen Bürgerunion (UCR) und der regierenden peronistischen Partei wurde eine zweite und einzige weitere Kandidatur des amtierenden Präsidenten zugestanden bei gleichzeitiger Verkürzung der Amtszeit von 6 auf 4 Jahre. Im Gegenzug gab die Regierungspartei ihre Zustimmung zum Autonomiestatus der Stadt Buenos Aires, zur Schaffung eines obersten Richterrates, zur Wahl von drei Senatoren pro Distrikt und die Ernennung eines Kabinettschefs. Im Rahmen dieser Vereinbarungen wurde im folgenden Jahr eine Verfassungsreform beschlossen und konnte 1995 Carlos Menem für eine zweite Amtsperiode wiedergewählt werden.